# Cantons del Charente

Districtes i cantons de la Charente després de la reforma de 2008

Els Cantons de la Charanta són 35 i s'agrupen en 3 districtes: 
- Districte d'Angulema (16 cantons), amb cap a la prefectura d'Angulema:
  - Cantó d'Angulema-Est
  - Cantó d'Angulema-Nord
  - Cantó d'Angulema-Oest
  - Cantó d'Aubaterra
  - Cantó de Blanzac-Porcheresse
  - Cantó de Chalais
  - Cantó de La Couronne
  - Cantó de Gond-Pontouvre
  - Cantó de Hiersac
  - Cantó de Montberol
  - Cantó de Montmoreau-Saint-Cybard
  - Cantó de La Ròcha Focaud
  - Cantó de Ruelle-sur-Touvre
  - Cantó de Saint-Amant-de-Boixe
  - Cantó de Soyaux
  - Cantó de Vilabòsc-La Valeta

- Districte de Cognac (9 cantons), amb cap a la sotsprefectura de Cougnat:
  - Cantó de Baignes-Sainte-Radegonde
  - Cantó de Barbezieux-Saint-Hilaire
  - Cantó de Brossac
  - Cantó de Châteauneuf-sur-Charente
  - Cantó de Cognac-Nord
  - Cantó de Cognac-Sud
  - Cantó de Jarnac
  - Cantó de Rouillac
  - Cantó de Segonzac

- Districte de Confolent (10 cantons), amb cap a la sotsprefectura de Confolent:
  - Cantó d'Aigre
  - Cantó de Chabanès
  - Cantó de Champanha Molton
  - Cantó de Confolent Nord
  - Cantó de Confolent Sud
  - Cantó de Mansle
  - Cantó de Montembuòu
  - Cantó de Ruffec
  - Cantó de Sent Claud
  - Cantó de Villefagnan